# Castillo de Lerés
Castillo de Lerés (en aragonés Castiello de Lerés) es una localidad española perteneciente al municipio de Sabiñánigo, en la comarca del Alto Gállego, provincia de Huesca, Aragón.

## Geografía
Ubicada a unos 740 metros sobre el mar, la población se enclava en un promontorio sobre el río Guarga desde el cual se pueden observar la sierra de Guara, la Peña Oroel, Collarada, Telera, Teñera y otros tantos.

## Historia
La primera mención que se tiene de la población es en el 1064 cuando "Galindo Badilanis in Larese" aparece mencionado como tenente de la población, mientras que en el 1610 según João Baptista Lavanha, Pedro Garasa era el señor de la población.
Alrededor del 1577 los Sancliment compraron a los Garasa la población de Layés a los Garasa y los Gómez les compraban Larés.
En el 1835 aparece como señor de Lerés Úrbez Otín, ya que la familia Otín parecía haber emparentado con los Garasa a través de matrimonio y seguramente por falta de heredero masculino terminaron heredando la propiedad.
Perteneció al antiguo municipio de Layés y Lerés (1842), y posteriormente al de Jabarrella.
Aymar de Saint-Saud, conde de Saint-Saud estuvo en la población el 22 de mayo del 1885 durante una visita al Pirineo en la que procedente de Campo de Jaca y que posteriormente dirigiéndose a Laguarta, comentó sobre el aspecto medieval de la población.

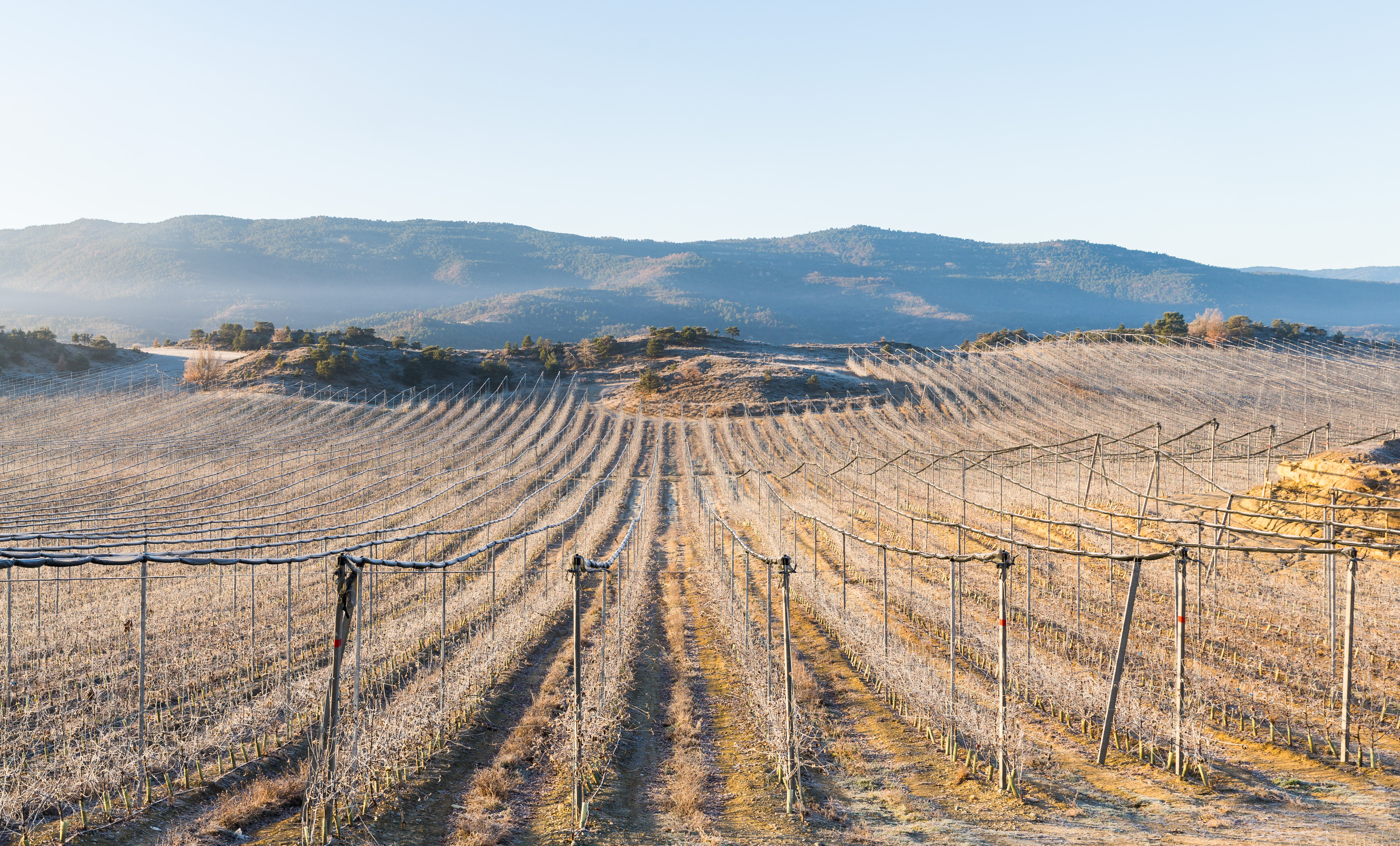
Paisaje junto a Castillo de Lerés.

## Patrimonio
En la población destaca el propio castillo de la población, de estilo casa-patio con una torre fuerte aspillada similar a las ubicadas en las poblaciones de Yéspola, Sobás, Gillué y Osán.
Se accede al mismo a través de una portada sobre la cual se encuentra una piedra armera de los Garasa, señores de la población, quienes la realizaron en el 1720.
En el patio interior del castillo se encuentran varias instalaciones agropecuarias, un lavadero en desuso y una capilla dedicada a San Tirso, patrón de la localidad, en la cual estaba acompañado por Santa Orosia y Santa Lucía, y que antiguamente también contaba con una torre que se derrumbó poco después del colapso de la gruta ubicada bajo esta, usada anteriormente como gran refugio de ganado lanar.
Con la llegada de la Guerra Civil el castillo sufrió un incendio provocado por milicianos que se habían alojado ahí durante medio año, tras esto apenas sobrevivieron las paredes del inmueble y en ellas aún se pueden ver huellas de ametralladoras.

## Economía
Ya en el Diccionario geográfico-estadístico-histórico de España y sus posesiones de Ultramar de Pascual Madoz, explica que la producción principal era agrícola-ganadera, con campos de trigo y avena y cría de cabríos y ganado lanar.

## Demografía
Datos demográficos de la localidad de Castillo de Lerés desde 1900:
| --                    | -- | -- | -- | -- | -- | -- | 5 | 4 | 5 | 5 | 7 | 4 |
| (Fuente: IAEST e INE) |    |    |    |    |    |    |   |   |   |   |   |   |

- Aparece en el Nomenclátor a partir del año 1970.
- Datos referidos a la población de derecho.